# Дуэ-Сюд

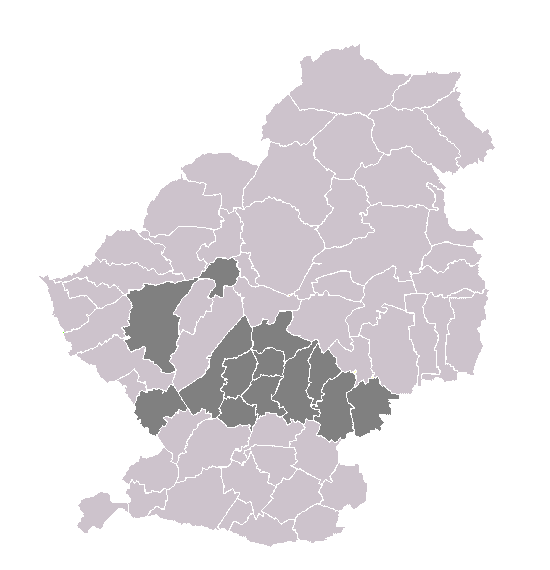
Кантон Дуэ-Сюд в составе округа

Дуэ-Сюд (фр. Douai-Sud) — упразднённый кантон во Франции, находился в регионе Нор — Па-де-Кале, департамент Нор. Входил в состав округа Дуэ.
В состав кантона входили коммуны (население по данным Национального института статистики за 2011 г.):
- Аниш (10 509 чел.)
- Деши (5 133 чел.)
- Генен (4 715 чел.)
- Дуэ (42 413 чел.)
- Левард (2 716 чел.)
- Лоффр (752 чел.)
- Мани (4 268 чел.)
- Монтиньи-ан-Остреван (4 841 чел.)
- Обершикур (4 512 чел.)
- Рукур (411 чел.)
- Ферен (1 500 чел.)
- Экайон (1 975 чел.)

## Экономика
Структура занятости населения (без учета города Дуэ):
- сельское хозяйство — 1,0 %
- промышленность — 11,8 %
- строительство — 6,8 %
- торговля, транспорт и сфера услуг — 33,9 %
- государственные и муниципальные службы — 46,6 %

Уровень безработицы (2010) - 19,0 % (Франция в целом - 12,1 %, департамент Нор - 15,5 %). 

Среднегодовой доход на 1 человека, евро (2010) - 17 198 (Франция в целом - 23 780, департамент Нор - 21 164).

## Политика
Жители кантона устойчиво симпатизируют «левым». На президентских выборах 2012 г. они отдали в 1-м туре Франсуа Олланду 29,4 % голосов против 24,4 % у Марин Ле Пен и 16,7 % у Николя Саркози, во 2-м туре в кантоне победил Олланд, получивший 63,7 % голосов (2007 г. 1 тур: Сеголен Руаяль - 25,8 %, Саркози - 22,0 %; 2 тур: Руаяль - 56,9 %). На выборах в Национальное собрание в 2012 г. кантон был разделен на два округа, и в обоих случаях жители кантона поддержали действующих депутатов от Левого фронта - Марка Доле (17-й избирательный округ - 27,7 %) и Жана-Жака Канделье (16-й избирательный округ - 35,1 %). (2007 г. 16-й округ. Жан-Жак Канделье (ФКП) - 28,2 % и 67,8 %. 17-й округ. Марк Доле (Левая партия) - 39,2 % и 57,4 %). На региональных выборах 2010 года больше всего голосов — 25,9 % — в 1-м туре собрал список социалистов, коммунисты заняли второе место с 23,9 %, Национальный фронт — третье с 18,4 %, а «правые» во главе с СНД — только четвёртое (12,4 %); во 2-м туре единый «левый список» с участием социалистов, коммунистов и «зелёных» во главе с Президентом регионального совета Нор-Па-де-Кале Даниэлем Першероном получил 59,9 % голосов, Национальный фронт Марин Ле Пен занял второе место с 22,8 %, а «правый» список во главе с сенатором Валери Летар с 17,3 % финишировал третьим.
|  | Кандидат         | Партия                  | % голосов |
|  | ---------------- | ----------------------- | --------- |
|  | Ален Брюнель     | Коммунистическая партия | 100,00    |
|  | Жан-Мишель Щатни | Социалистическая партия | -         |

|  | Кандидат         | Партия                  | % голосов |
|  | ---------------- | ----------------------- | --------- |
|  | Лоран Уллье      | Социалистическая партия | 100,00    |
|  | Мишель Мёрдесуаф | Коммунистическая партия | -         |